# Eckart Witzigmann
Eckart Witzigmann, né le 4 juillet 1941 en Autriche, est un chef cuisinier autrichien, restaurateur pionnier influent de la Nouvelle cuisine française en Allemagne et de la cuisine allemande, auteur d’ouvrages culinaires de référence. Il est reconnu parmi les meilleurs cuisiniers du monde avec 3 étoiles du Guide Michelin, 19,5/20 et le titre de « Cuisinier du siècle » de Gault et Millau en 1990 (avec Paul Bocuse, Joël Robuchon, et Frédy Girardet)...

## Biographie
Né le 4 juillet 1941 à Hohenems en Autriche, il se forme à l'âge de 15 ans à la gastronomie à l'Hôtel Straubinger de la station thermale de Bad Gastein entre 1957 et 1960. Son diplôme de cuisine obtenu, il travaille durant 13 ans dans de nombreux restaurants d'élites d'Autriche, de Suisse, puis à l'Auberge de l'Ill de Paul et Jean-Pierre Haeberlin en Alsace, ou il découvre et s'oriente vers la Nouvelle cuisine de l'époque, puis Paul Bocuse (un de ses mentors), Roger Vergé, les Frères Troisgros, Operakällaren de Stockholm, le Prince à Ettlingen, Hotel Café Royal de Londres, Villa Lorraine de Bruxelles, Jockey Club  de Washington DC aux États-Unis...

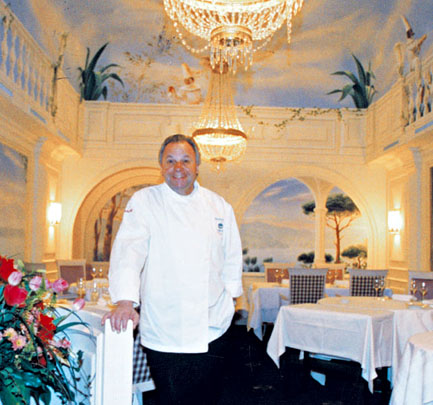
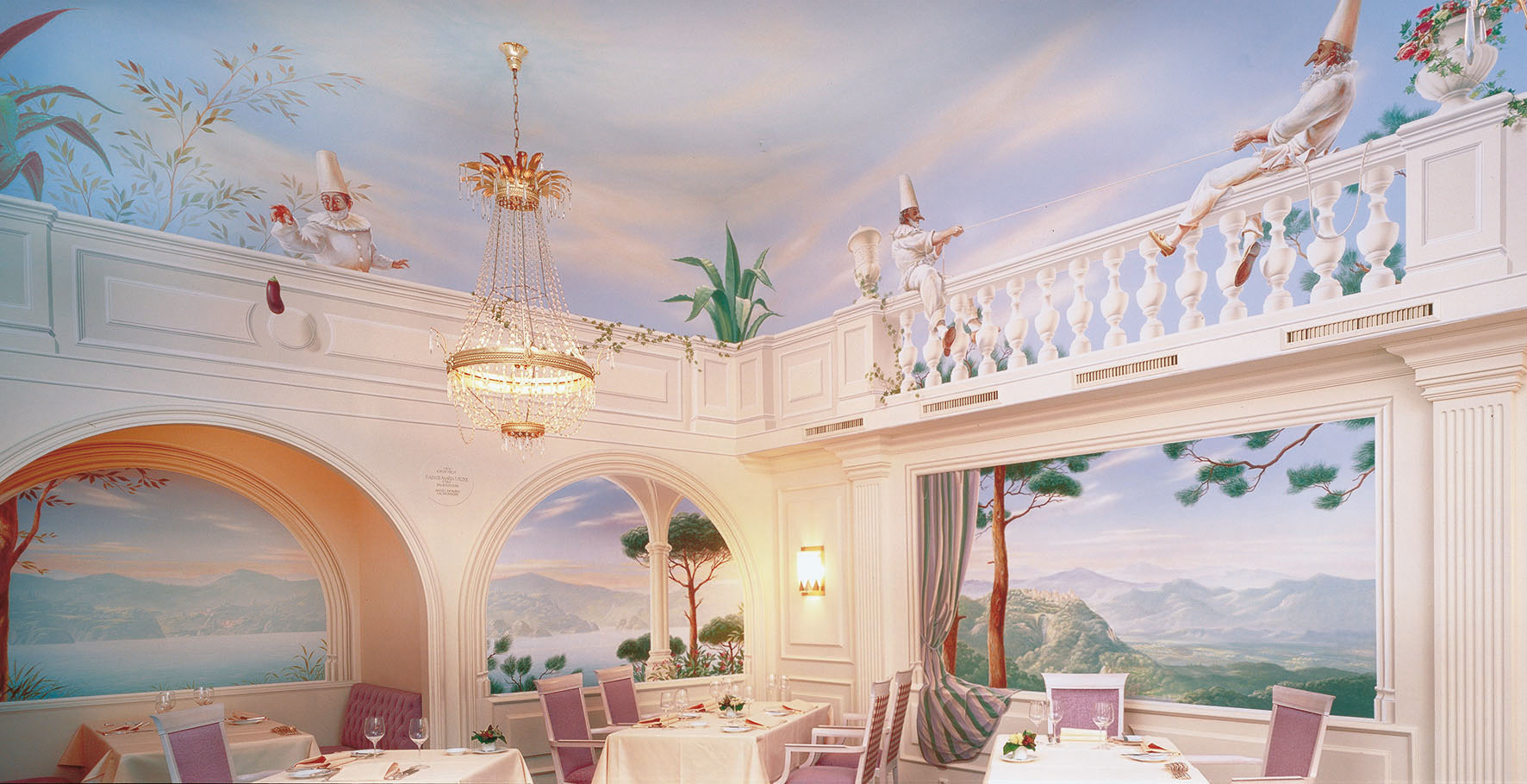
Restaurant Aubergine à Munich (1978-1995)
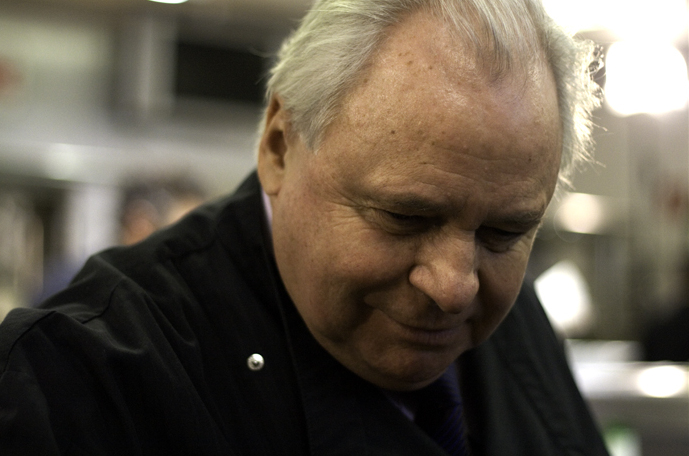
En 2008

En 1970 Eckart Witzigmann est chef cuisinier du célèbre restaurant gastronomique allemand Tantris à Munich en Bavière en Allemagne (réalisé par l'architecte Justus Dahinden), lieu mythique pionnier de la haute gastronomie en Allemagne, ou il décroche ses deux premières étoiles du Guide Michelin en 1973 et 1974, ainsi que les meilleurs distinctions culinaires allemandes.
En 1978 il crée son propre restaurant Aubergine à Munich, ou il obtient les 3 premières étoiles du Guide Michelin des pays germaniques. En 1994 il entre dans la légende internationale de l'histoire de l'art culinaire par le titre de « Cuisinier du siècle » du guide Gault et Millau (en même temps que Paul Bocuse, Joël Robuchon, et Frédy Girardet). La justice le condamne à fermer et vendre son établissement en 1995, après 15 ans d’activité, pour usage de cocaïne.
Il fonde en tant que consultant des restaurants de renommée mondiale, avec son élève Italo-Allemand Roland Trettl (Ca's Puers de Majorque, Ikarus du Hangar-7 de l'aéroport Wolfgang Amadeus Mozart de Salzbourg,   ...) et organise avec succès à partir de 2001 des séries de dîners spectacles / gala itinérants exceptionnels, avec plus de 150 000 convives (Eckart Witzigmann Palazzo, puis Witzigmann & Pagliacci Roncallo...). Le quotidien américain The New York Times lui décerne le titre de « chef cuisinier des rois et des dieux », rapport au fait  qu'il ait travaillé au service de nombreuses familles royales, dont la reine Élisabeth II du Royaume-Uni, le roi Hassan II du Maroc, le roi Harald V de Norvège, le roi Charles XVI Gustave de Suède, le Raja de Jaipur Man Singh II... avec également pour célèbres adeptes de sa cuisine les chefs d'État Mikhaïl Gorbatchev, George Bush et Valéry Giscard d'Estaing...
Eckart Witzigmann est consultant du monde de la restauration, fondateur en 2004 de l'« académie culinaire Witzigmann » et commanditaire du « Prix international Eckart Witzigmann » remis chaque année par BMW, auteur et co-auteur de plus de 40 livres bests seller de cuisine de référence, rédacteur en chef de revues culinaires, invité d'émissions culinaires de télévision, nommé professeur et doctorat honoris causa en art culinaire de l'université d'Örebro en Suède en 2007, président de l'Académie culinaire allemande de 2007 à 2010, mentor de très nombreux restaurateurs gastronomiques élèves étoilés du monde culinaire germanique...